# Специальный приз жюри (Венецианский кинофестиваль)
Специальный приз жюри (итал. Premio speciale della giuria) — награда, присуждаемая жюри главного конкурса Венецианского кинофестиваля с 2013 года, до этого времени, Специальным призом жюри, назывался ныне Приз Большого жюри. Одна из шести самых значимых наград кинофестиваля, но уступающая по значимости Золотому льву, Призу Большого жюри, Серебряному льву за режиссуру.

## Лауреаты
- 2013 — «Жена полицейского» реж. Филип Грёнинг (Германия)
- 2014 — «Сивас» реж. Каан Мюждеджи (Германия, Турция)
- 2015 — «Безумие» реж. Эмин Элпер (Франция, Катар, Турция)
- 2016 — «Плохая партия» реж. Ана Лили Амирпур (США)
- 2017 — «Сладостный край» реж. Уорик Торнтон (Австралия)
- 2018 — «Соловей» реж. Дженнифер Кент (Австралия)
- 2019 — «Мафия не та, что раньше» реж. Франко Мареско (Италия)
- 2020 — «Дорогие товарищи!» реж. Андрей Кончаловский (Россия)
- 2021 — «Дыра» реж. Микеланджело Фраммартино (Италия)
- 2022 — «Без медведей» реж. Джафар Панахи (Иран)
- 2023 — «Зелёная граница» реж. Агнешка Холланд (Польша, Чехия, Франция, Бельгия)
- 2024 — «Апрель» реж. Деа Кулумбегашвили (Грузия)